# 恒星年
恆星年(Sidereal year)是太陽在天球上返回到對恆星而言的相同位置上的時間。恆星年是地球的軌道週期。一恆星年等於365.25636042 平太陽日，即365日6小時9分鐘10秒。一個真實的週期數總與兩個天體相對的週期數相差整整一週。回歸年比恆星年短20分鐘又24秒。
「恆星年」是地球圍繞太陽公轉的真正週期，也就是地球圍繞太陽公轉360°。

## 太陽相對於恆星的運動
即使在黎明之際的東方天空，也不可能同時看見太陽和星星，總要等待一、二個星期才能看出移動的現象。例如，在北半球的七月，在黎明的天空中是看不見獵戶座的，但到了八月就能看見。經過一年的時間，所有的星座都會在天空中運轉一週。
在黎明之前有規律的觀察天空，比較會被注意到，也容易測量的運動是日出位置在南北方向上的移動。以這種運動定義的回歸年是格曆的基礎，這也是許多文明會以特殊的恆星（像是天狼星）在東方的黎明之際能被觀察到的那一天做為一年開始的原因。在史詩詩人赫西俄德的《工作和時日》中，一年之中播種、收穫等等，都要參考特定的恆星首度在黎明之際被看見的日子來決定。
追溯到伊巴谷的時代，測量恆星的目的只是要確認回歸年的確實長度。事實上，恆星年因為進動的緣故，恆星年比回歸年長了一點點，一個恆星年大致等於1.0000385回歸年（1 + 1/26000回歸年）。這種差異是歲差造成的，這意味著經過長時間之後，以恆星年為基礎的日曆會逐漸和季節不同步，大約每71年會有一天的改變。